# Спасо-Преображенская церковь (Полоцк)
Спасо-Преображенская церковь (бел. Спаса-Праабражэнская царква) — шестистолпный одноглавый храм православного Спасо-Евфросиниевского монастыря в Полоцке, построенный в середине XII века.
Это наилучшим образом сохранившийся памятник древнеполоцкого зодчества, даже несмотря на перестройки периода классицизма. В советские годы церковь продолжала действовать, долгое время оставаясь единственным работающим храмом Полоцкой епархии.
Включена в предварительный Список объектов всемирного наследия ЮНЕСКО в Беларуси.

## Архитектура
Храм построен в середине 1150-х годов. Как следует из жития Евфросинии Полоцкой, строительными работами руководил «приставник над делатели церковными Иван». По заключению Павла Раппопорта, зодчий Иван опередил своё время, «смело создав совершенно новый архитектурный образ торжественного столпообразного храма», который будет доминировать в древнерусском зодчестве конца XII века (т. н. «русская готика»).
Храм сравнительно небольших размеров, прост в плане, имеет монументальный внешний вид с единственной апсидой. Наиболее характерные черты изначального Спасского собора (затемнённые позднейшими перестройками) — преобладание наружного объёма над внутренним, а также ярусность наружной композиции. Источником ярусного построения могло быть народное деревянное зодчество.
Благодаря пониженному западному членению квадратная подкупольная часть выше остального объёма. Высокий барабан главы приподнят на особом возвышении, оформленном с каждой стороны трехлопастной кривой ложной закомары, то есть кокошника. Стремясь всячески подчеркнуть вертикальную устремленность столпообразной композиции, мастер Иоанн совершил революцию в древнерусской архитектуре. Чисто готической цели подчеркнуть вертикальную устремленность храма подчинены форма арок закомар, кокошников и даже бровок над окнами, которые во втором ярусе меняют полукруглое завершение на стрельчатое. Таким образом, здесь впервые прослеживается нарастание остроты форм от низа к верху, вплоть до остроугольных завершений кокошников подбарабанного пьедестала. Чтобы разгрузить своды от нагрузки массивного подбарабанного возвышения и перераспределить часть нагрузки со столбов на стены, зодчий Иоанн заузил боковые нефы.
П. А. Раппопорт считает данный памятник первым образцом «торжественного столпообразного храма», в котором зодчие Древней Руси далеко ушли от византийских канонов. В то же время, исследователь отмечает его противоречивость: «удлиненная форма плана и простая профилировка лопаток не поддерживают динамической композиции храма».

## Современное состояние
Спасская церковь Ефросиньевского монастыря представляет собой целиком сохранившийся храм XII века, дополненный надстройками XVII—XIX веков в области кровли. В 1830-х годах храм был признан ветхим, но его решили не сносить, а отреставрировать исходя из того, что он представляет «драгоценный для России памятник древнего зодчества».
Изменённая конструкция кровли не нарушила средневековую основу памятника, но позволила законсервировать уникальный конструктивный элемент данного объекта — двухступенчатый ряд закомар («кокошников»), декорирующий ступенчатый переход от сводов к подкупольному барабану.
Внутри сохранились фрески XII века. Идет расчистка от поздних записей, сохранилась практически вся площадь росписи. Реставрацию фресковой живописи за счёт государственных средств и пожертвований планируется завершить к 2015 году. Изначальный облик храма запечатлён на древней ктиторской фреске, недавно раскрытой в келье преподобной Евфросинии на хорах церкви.
3 июня 2007 года на Спасо-Преображенском храме был позолочен купол, 23 сентября 2009 года — установлен новый иконостас.
Храм является историко-культурной ценностью «0» категории, предложенной для включения в Список мирового наследия ЮНЕСКО.

## Интересные факты
- Ценными эпиграфическими памятниками являются граффити, найденные на стене вблизи алтаря[7][8].
- В западной части церкви на склоне свода изображен редкий сюжет «Святой Антоний и кентавр»[9].
- В ходе реставарции в южном приделе в соборе Спасо-Евфросиньевского монастыря был открыт ктиторский портрет Ефросинии, который является посмертным портретом нач. XIII[10]

## Использование в символике
Впервые изображение храма на белорусской почтовой марке появилось в 1992 году. Данная тема была продолжена в 2000 году. В 2003 году выпускается юбилейная монета Республики Беларусь с изображением Спасо-Преображенской церкви, в 2007 году — памятная серебряная монета. С 1 июля 2016 года — на купюре достоинством 10 рублей.

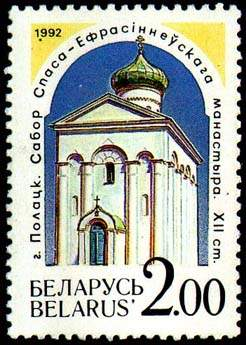
Спасо-Преображенская церковь на почтовой марке Республики Беларусь (1992)
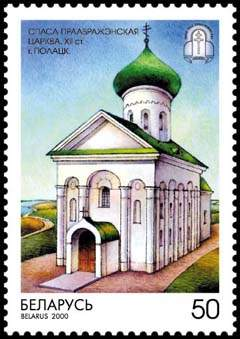
Спасо-Преображенская церковь на почтовой марке Республики Беларусь (2000)
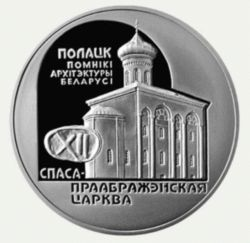
Юбилейная монета Республики Беларусь с изображением Спасо-Преображенской церкви в Полоцке (2003)
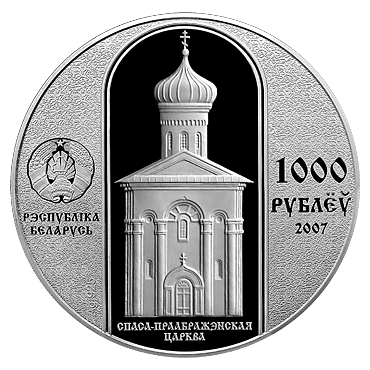
Памятная монета Республики Беларусь с изображением Спасо-Преображенской церкви в Полоцке (2007)
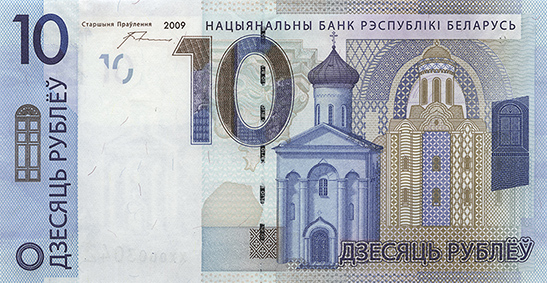
Спасо-Преображенская церковь на лицевой стороне банкноты в 10 рублей